# Jugoslawische Eishockeyliga 1978/79
Die Saison 1978/79 war die 37. Spielzeit der jugoslawischen Eishockeyliga, der höchsten jugoslawischen Eishockeyspielklasse. Meister wurde zum insgesamt zehnten Mal in der Vereinsgeschichte der HK Olimpija Ljubljana.

## Hauptrunde

### Tabelle
|    | Klub                   | Punkte |
| -- | ---------------------- | ------ |
| 1. | HK Olimpija Ljubljana  | 37     |
| 2. | HK Jesenice            | 31     |
| 3. | HK Celje               | 27     |
| 4. | KHL Medveščak Zagreb   | 16     |
| 5. | HK Kranjska Gora       | 12     |
| 6. | HK Roter Stern Belgrad | 0      |

Sp = Spiele, S = Siege, U = Unentschieden, N = Niederlagen

### Meisterschaftsfinale
- HK Olimpija Ljubljana – HK Jesenice 5:3/11:7